# Zale duplicata
Zale duplicata là một loài bướm đêm trong họ Erebidae.